# Brett Deubner
Brett Douglas Deubner, né le 3 mars 1968 à Berkeley, est un altiste américain.

## Discographie
- Amanda Arberg Viola Concerto, Elegy, Max Volpert, Viola Concerto no 1 « Giants », Southern Arizona Symphony Orchestra, Naxos
- Deep Sky Blue, avec la pianiste Caroline Fauchet
- Obsession, sonate pour alto de Maurizio Bignone
- Frank Ezra Lévy, Music for Viola, avec le pianiste Gary Kirkpatrick, Naxos
- Deubner Fauchet Duo (œuvres de Reinecke, Sitt, Kalliwoda), avec la pianiste Caroline Fauchet, Centaur
- Viola Dreams (œuvres de Fauré, Mussorgsky, Liszt, Kabalevsky, Martinů, Brahms, Hindemith, Dimitrescu, Zinzadse), avec le pianiste Gary Kirkpatrick
- Frank Lewin, Concerto on Silesian Tunes, Concerto Armonico, New Symphony Orchestra of Sofia, chef d'orchestre Rossen Milanov
- Andrew Rudin, Celebrations, Orchestra 2001, chef d'orchestre James Freeman, Centaur
- Duo Fresco, avec le guitariste Christopher Kenniff
- English Viola Romance, avec Barbara Ann Biggers, harpe, et Andrew Lamy, clarinette